# Котенко Петро Андріанович
Котенко Петро Андріанович (?-?) — сотник державної варти Української Держави, сотник державної варти Півдня Росії, учасник Української революції 1917—1921.

## Біографія
До революції проживав в селищі Гришине. Станом на 1916 рік був губернським секретарем, приставом 4-го стану станції Гришине.
Достовірна інформація чим Котенко займався після Лютневої революції відсутня.
Знову Котенко з'являється в Гришиному в квітні 1918 року коли місто було звільнено австро-німецькими частинами від більшовиків. Котенко очолив кінну сотню державної варти Української Держави яка займалась поверненням поміщикам і великим земевладельцам майна яке у них відібрали селяни, також його загін боровся з ревоюційним і повстанським рухом в околицях Гришиного.
Після Антигетьманського повстання в листопаді 1918 року, і заняття Гришиного і околиць Котенко поїхав напідконстрольну білогвардійцям територію.
У травні 1919 року після того як Гришине і околиці були зайняті Добровольчою армією Котенко повернувся в рідний район і також очолив кінний загін державної варти тільки вже Півдня Росії. Його загін розмістився в одному з маєтків району він знову зайнявся поверненням вкраденого майна поміщикам і великим землевласникам, а також боровся з революційним і повстанським рухом в районі.
Загоном Котенка був убитий голова місцевої профспілкової організації «Горнотруд» Печериця Олексій, він був спійманий в селі Степанівка де його катували після чого закопали живцем. Також загоном Котенко було вбито багато селян запідозрених у більшовизмі або в підтримці повстанського руху. Зокрема його загоном був убитий місцевий повстанець Мостовенко С. С.
Також загін Котенко займався мобілізацією місцевих селян в Добровольчу армію.
В кінці 1919 року відомості про Котенко зникають подальша доля його невідома.